# Кутинок
Ку́тинок — село в Україні, у Локницькій сільській громаді Вараського району Рівненської області. Населення становить 91 особу (станом на 2001 рік).

## Географія
Село Кутинок лежить за 23,9 км на захід від районного центру, фізична відстань до Києва — 347,8 км.
| Клімат Кутинок          | Клімат Кутинок | Клімат Кутинок | Клімат Кутинок | Клімат Кутинок | Клімат Кутинок | Клімат Кутинок | Клімат Кутинок | Клімат Кутинок | Клімат Кутинок | Клімат Кутинок | Клімат Кутинок | Клімат Кутинок | Клімат Кутинок |
| Показник                | Січ.           | Лют.           | Бер.           | Квіт.          | Трав.          | Черв.          | Лип.           | Серп.          | Вер.           | Жовт.          | Лист.          | Груд.          | Рік            |
| Середній максимум, °C   | −2,4           | −1,1           | 3,7            | 12,4           | 19,2           | 22,7           | 23,8           | 23,0           | 18,2           | 11,9           | 4,9            | 0,0            | 11,4           |
| Середня температура, °C | −5,4           | −4,2           | 0,0            | 7,5            | 13,6           | 17,2           | 18,4           | 17,5           | 13,2           | 7,9            | 2,4            | −2,5           | 7,1            |
| Середній мінімум, °C    | −8,3           | −7,3           | −3,6           | 2,7            | 8,1            | 11,8           | 13,1           | 12,1           | 8,3            | 3,9            | 0,0            | −4,9           | 3,0            |
| Норма опадів, мм        | 34             | 28             | 28             | 39             | 56             | 80             | 78             | 63             | 56             | 44             | 40             | 41             | 587            |
| ----------------------- | -------------- | -------------- | -------------- | -------------- | -------------- | -------------- | -------------- | -------------- | -------------- | -------------- | -------------- | -------------- | -------------- |
| Джерело:                |                |                |                |                |                |                |                |                |                |                |                |                |                |

## Населення
За даними перепису населення 2001 року у селі проживала 91 особа. Рідною мовою назвали:
| Мова       | Кількість осіб | Відсоток |
| ---------- | -------------- | -------- |
| українська | 91             | 100,00%  |

Населення станом на 1 січня 2007 року становило 78 чоловік.[джерело?]

## Політика
Голова сільської ради — Татусь Ніна Григорівна, 1957 року народження, вперше обрана у 2006 році. Інтереси громади представляють 16 депутатів сільської ради:
| Партія        | Кількість депутатів | Відсоток |
| ------------- | ------------------- | -------- |
| самовисування | 16                  | 100,00%  |